# 旋角羚
旋角羚（學名：Addax nasomaculatus）又稱弓角羚羊，是一種生活在非洲撒哈拉沙漠地區的羚羊，目前野外的旋角羚處於極度瀕危的狀況。不過全球有不少馴養於牧場中的旋角羚，常常用於捕獵的目標。

## 特徵
旋角羚肩高約1米，體重60-120千克。體毛為白色，但胸部、頸部和頭部的顔色則為褐色，鼻梁上和嘴邊有白色的斑塊。到了冬天，旋角羚的體毛會換成褐色。雄性和雌性旋角羚都長有角，雄性角長可達120釐米，雌性可達80釐米，角上帶有兩個螺旋狀的彎曲，其名稱即由此而來。蹄的底部較寬，強健有力，可以在鬆軟的沙土上行走，這使得它們稱爲最適應沙漠氣候的一種羚羊。

## 棲息環境
生活在沙漠地帶，以草、樹葉和其他灌木為食。旋角羚不喝水，所以只從它們的食物中獲取水分。一般在夜晚活動，白天則棲息在自己挖掘的低窪地中。

## 習性
旋角羚具有很強的群居性，種群中既包括雄性，也包括雌性，數量在2-20頭不等，由年長得雄性旋角羚率領，集體覓食。

## 繁殖
一胎產一仔。壽命可達25歲上。

## 馴養和保護狀況
由於偷獵的原因，非洲野外的旋角羚數量已經極度稀少，因此很多動物園都圈養了旋角羚，以對其進行保護。在德國漢諾威動物園有一個很大的動物園種群，動物保護工作者希望通過將這些旋角羚種群重新放養到摩洛哥和突尼斯的一些地區，以幫助野生種群的逐漸恢復。

## 图片

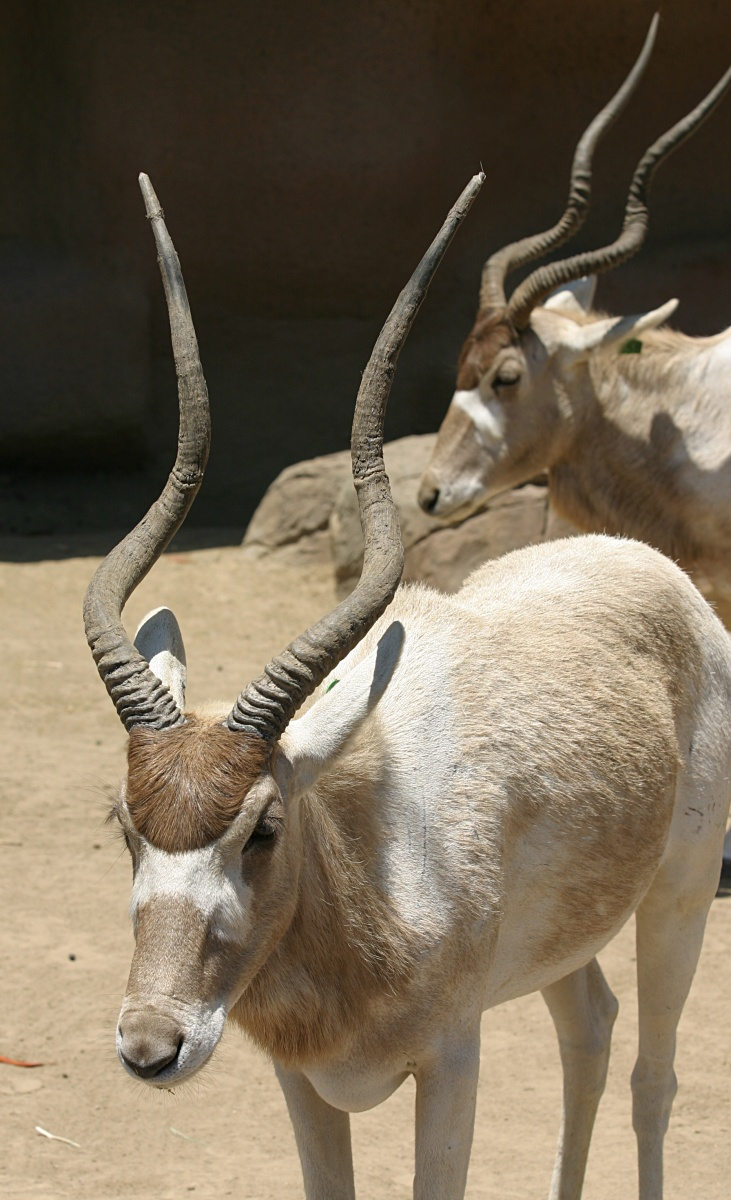
圣迭戈动物园的两头旋角羚
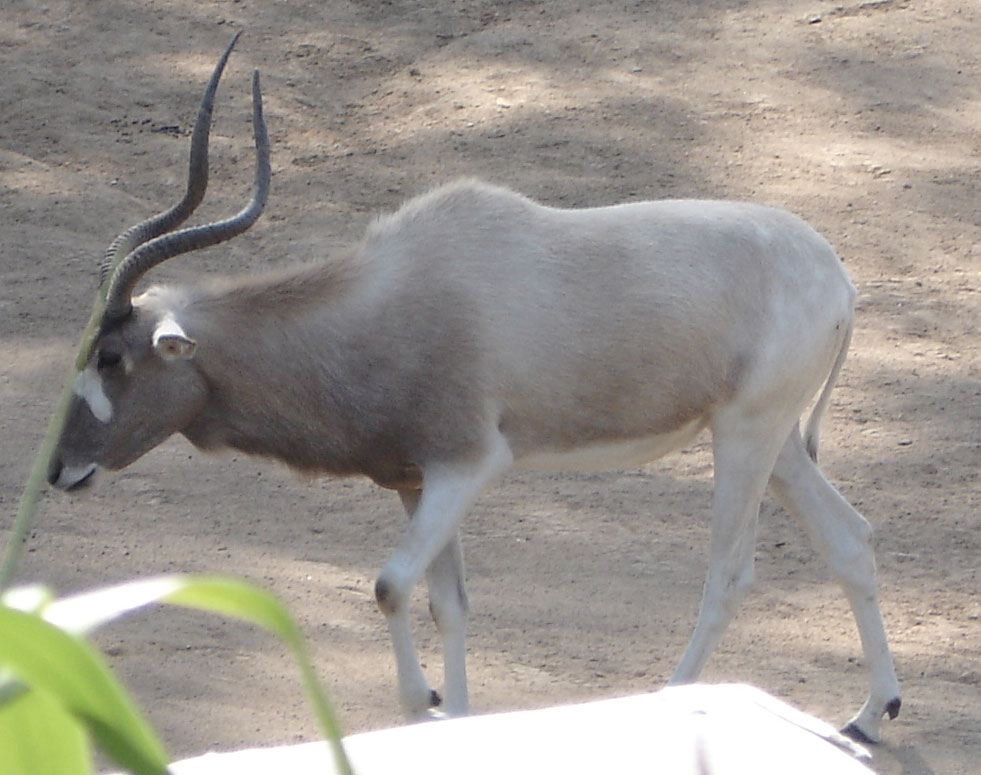
汉诺威动物园的旋角羚